# Maigret hésite
Maigret hésite est un roman policier de Georges Simenon publié en 1968. Il fait partie de la série des Maigret. Son écriture s'est déroulée entre les 24 et 30 janvier 1968 à Épalinges (canton de Vaud), Suisse.
Le crime ne se produit que dans la deuxième moitié du roman. Le début de celui-ci est consacré à une enquête préliminaire qui tente de cerner la personnalité des protagonistes, mais au centre de laquelle est posée, avant même que le meurtre ait lieu, la question de la responsabilité du criminel. Le cadre feutré d’un appartement de la haute bourgeoisie sert de fond à une investigation qui a pour thème le malentendu, au sein du couple, de personnes d’origine et d’éducation différentes.  
Le récit se déroule à Paris (avenue de Marigny), dans les années 1960 (l'enquête se déroule du 4 au 6 mars).

## Résumé
- Mise en place de l’intrigue

Une lettre anonyme avertit Maigret qu'un crime sera commis prochainement ; une recherche rapide conduit la police à la certitude que le papier provient du domicile de l'avocat Parendon. Ce dernier autorise le commissaire à enquêter dans son appartement spacieux et luxueux. Durant deux jours, Maigret interroge et observe.
L'avocat lui-même, petit et laid, est prodigieusement intelligent et imbattable dans sa spécialisation ; il ne cache pas sa passion pour la question de la responsabilité des criminels à laquelle il consacre ses loisirs. Beaucoup plus mondaine, son épouse voit en lui un homme conscient de sa disgrâce physique, renfermé en lui-même, incapable de vivre avec autrui ; elle pense qu'il a perdu le contact avec la réalité et que son cas relève de la psychiatrie ; elle n'a plus de relations physiques avec lui depuis qu'elle l'a surpris, un an auparavant, dans les bras de sa secrétaire. Cette dernière, intelligente, pondérée et équilibrée, est très satisfaite de travailler pour Parendon, envers qui elle éprouve une certaine affection. Les entretiens de Maigret avec les autres collaborateurs du juriste et avec les domestiques confirment son impression : les époux Parendon sont très mal assortis et le conflit latent qui les oppose entraîne un malaise parmi leurs proches. Ce malaise se transforme en peur lorsque Maigret annonce qu'il a reçu deux autres lettres anonymes l'avertissant de l'imminence du meurtre.
- Enquête policière

Celui-ci a lieu le troisième jour : la secrétaire est retrouvée égorgée dans son bureau ; Maigret en ressent une émotion d'autant plus vive qu'il éprouvait pour elle beaucoup de sympathie et qu'il n'a pu empêcher le drame. Il fait vérifier les allées et venues de chacun et interroge les deux enfants qu'il n'avait pas rencontrés précédemment ; étudiants tous deux, intelligents et sensibles, ils éprouvent une grande admiration pour leur père ; eux aussi ressentent profondément la faille qui s'est établie entre leurs parents et le fils avoue qu'il a écrit les lettres anonymes, pressentant un drame.
- Dénouement et révélations finales

L'assassin est identifié grâce à un témoin qui a observé ce qui se passait depuis une maison proche ; l'épouse a tué la secrétaire.
Maigret tente d'expliquer ce geste par une substitution : en éliminant la secrétaire, Madame Parendon atteignait son mari plus qu'en le tuant lui-même ; le commissaire pense aussi qu'elle avait projeté sur son mari ses propres troubles, par transfert. Mais est-elle vraiment coupable ? La discussion de Maigret avec Parendon sur la responsabilité du criminel et l'article 64 du Code pénal, lui revient à l'esprit...

## Personnages
- La victime
  - Antoinette Vague : secrétaire d’Emile Parendon, 24 ou 25 ans.

- Les suspects
  - Emile Parendon : avocat spécialisé dans le droit maritime international, marié, une fille, un fils, 46 ans.
  - Mme Parendon, née Gassin de Beaulieu : épouse d’Emile, la quarantaine.
  - Paulette Parendon, dite Bambi : leur fille, étudiante en archéologie, 18 ans.
  - Jacques Parendon, dit Gus : leur fils, lycéen, 15 ans.
  - René Tortu : stagiaire.
  - Julien Baud : Suisse (Vaudois), garçon de bureau.
  - Ferdinand Fauchois : domestique.

## Éditions
- Édition originale : Presses de la Cité, 1968
- Livre de Poche, n° 14215, 1997  (ISBN 978-2-253-14215-7)
- Tout  Simenon, tome 14, Omnibus, 2003  (ISBN 978-2-258-06055-5)
- Tout Maigret, tome 9, Omnibus, 2019  (ISBN 978-2-258-15050-8)

## Adaptations
- Maigret hésite, téléfilm français de Claude Boissol avec Jean Richard, diffusé en 1975.
- Sous le titre Megre Koleblestsya [1], téléfilm soviétique de Viatcheslav Vladimirovitch Brovkine (ru), avec Boris Tenine (Commissaire Maigret), diffusé le 11 février 1983 à la télévision.
- Sous le titre Maigret chez les riches, téléfilm français de Denys Granier-Deferre avec Bruno Cremer, diffusé en 2000.

## Sources bibliographiques
- Maurice Piron, Michel Lemoine, L'Univers de Simenon, guide des romans et nouvelles (1931-1972) de Georges Simenon, Presses de la Cité, 1983, p. 390-391  (ISBN 978-2-258-01152-6)